# Tanner Groves
Tanner John Groves (Spokane, 22 maggio 1999) è un cestista statunitense.